# Trudy Pitts
Trudy Pitts, geboren als Gertrude E. Pitts (Philadelphia, 10 augustus 1932 – aldaar, 19 december 2010), was een Amerikaanse jazzmuzikante (orgel, piano).

## Biografie
Pitts studeerde aan de Philadelphia Musical Academy, Temple University en Juilliard School. Ze begon haar carrière als solo-pianiste en zangeres in haar geboortestad en daarna als assistent van de pianiste in de show Raisin. Na afloop van de tournee van de musical moedigde ze haar toekomstige echtgenoot Bill 'Mr C' Carney (1925–2017) aan - hij was de drummer en bandleider van de Hi-Tones - om hun repertoire verder te ontwikkelen. Rond 1958 speelde ze in de band van Carney, die voorheen ook toebehoorde aan Shirley Scott, Tootie Heath en John Coltrane. Met haar man en twee kinderen maakte ze de komende jaren talloze rondreizen. Ze speelde ook met Ben Webster, Gene Ammons en Sonny Stitt. Eind jaren 1960 nam ze onder eigen naam vier albums op voor Prestige Records, waaraan Willis Jackson, Pat Martino en Rahsaan Roland Kirk meededen. Ze speelde o.a. popcoverversies van The Spanish Flea, Matchmaker, Matchmaker en A Whiter Shade of Pale van Herb Alpert. Ze begeleidde ook Pat Martino op zijn prestigieuze album El Hombre (1967) en Roland Kirk op zijn albums The Return of the 5000 Lb. Man (1976), Other Folks' Music (1976) en Kirkatron (1977). Begin jaren 1970 stopte ze met toeren om voor haar gezin te zorgen, maar trad nog steeds op als pianiste in lokale theaters en restaurants. In de jaren 2000 bracht ze meer albums uit en trad ze op tijdens het elfde Mary Lou Williams Women in Jazz Festival in Washington D.C., 2008 in het Kennedy Center.

## Overlijden
Trudy Pitts overleed in december 2010 op 78-jarige leeftijd.

## Discografie
- 1967: Introducing  (Prestige)* 1967: These blues are mine (Prestige)
- 1968: Bucket full of soul (Prestige)
- 1968: Excitement (Prestige)
- 2006: Vintage Series, Vol. 1 (Mr. C.)
- 2007: Me, Myself & I (Discography)
- 2007: Live at the Great American Music Hall (Doodlin)

- Bibliothèque nationale de France: cb139317912 (data)
- Gemeinsame Normdatei: 135148758
- International Standard Name Identifier: 0000 0000 5513 7232
- Library of Congress Control Number: n95025291
- MusicBrainz: bf8943af-c925-488c-85c2-a78acc3f756a
- Réseau des bibliothèques de Suisse occidentale: 02-A011010656
- Système universitaire de documentation: 252675207
- Virtual International Authority File: 24790127
- WorldCat: E39PBJgH7V3DpbBK6b7cYVYVmd